# Tertres tumulaires de Kerham
Pour les articles homonymes, voir Tertres tumulaires.
Les tertres tumulaires de Kerham sont un groupe de six tumulus, dont trois mégalithiques, situés sur le site de Lann Porh Menech en Kerham, commune de Ploemeur dans le département français du Morbihan.

## Historique

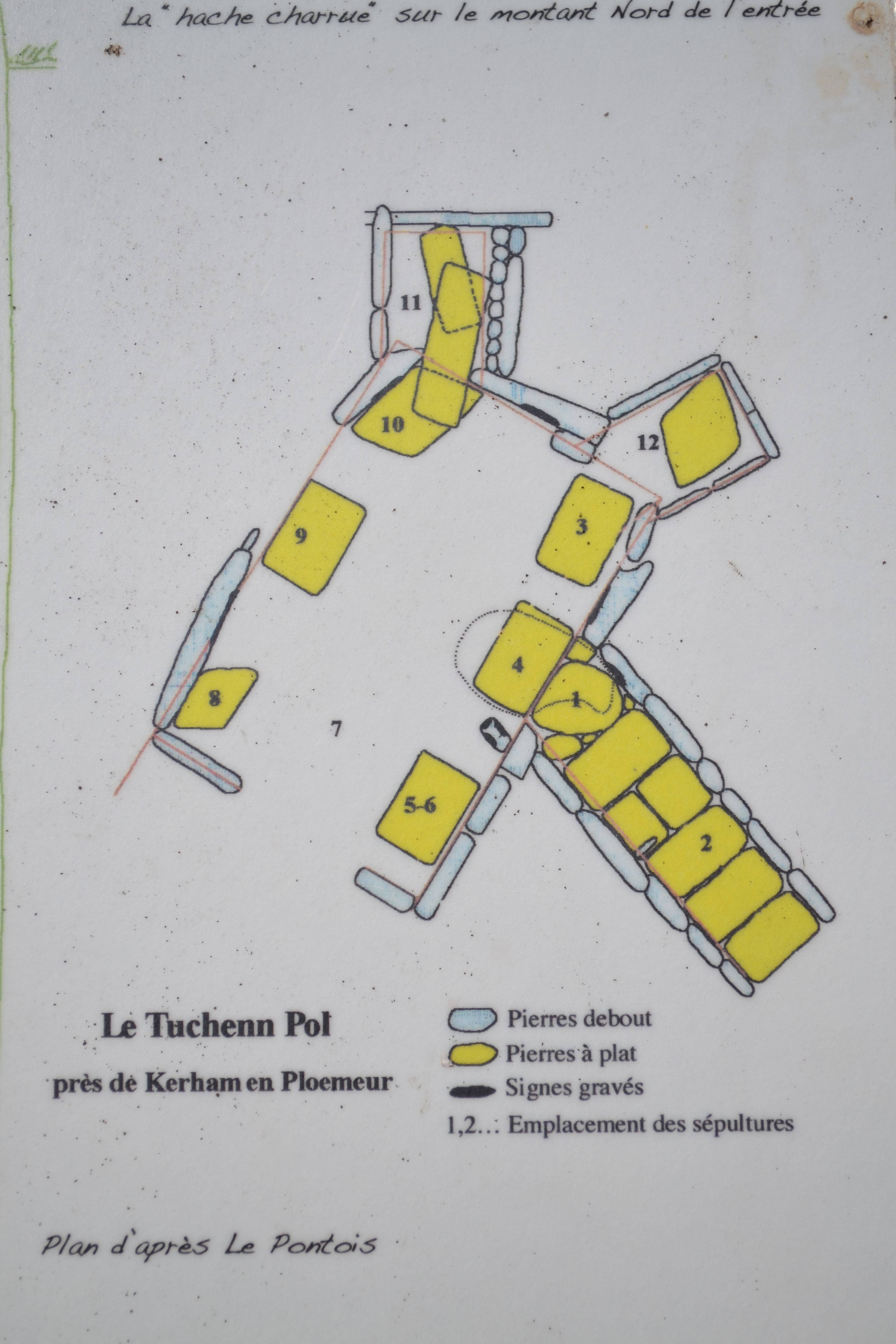
Plan du Tuchenn Pol.

Le site comprenait six tertres tumulaires, disposés sur une ligne nord-nord-est/sud-sud-sud-est,  dont trois tumuli renfermant des sépultures mégalithiques (le Tuchenn Pol, le Tuchenn Hroëk et le Tuchenn er Gouc'h ), un double cercle de pierres et trois autres tertres de petites dimensions. Le site a été endommagé lors de la Seconde Guerre mondiale et par les travaux liés à la carrière voisine de kaolin. Il est désormais inclus dans un parcours de golf. Seuls deux des trois grands tertres sont encore visibles.
En 1891, Le Pontois n'a fouillé que les trois grands tertres et le cercle de pierres,.

## Tuchenn Pol
Le Tuchenn Pol (« butte du diable ») est de de forme circulaire (diamètre de 28 m). Sur le relevé réalisé par Le Pontois figurent deux sépultures La première structure composée d'un long couloir (4 m de long sur 1 m de large) orienté nord-ouest débouchant dans une vaste chambre rectangulaire (5,50 m de long sur 3,20 m de largeur) orientée nord-est/sud-ouest avec dans les angles nord et est deux cellules de construction identique (1,50 m sur 1,20 m). Le couloir et la chambre sont dallés avec deux niveaux de dallage pour la chambre. Cinq orthostates (dont quatre dans la chambre) et une stèle anthropomorphe comportaient des gravures (hache-charrue, crosses, idoles géométriques schématisées) désormais disparus. La seconde structure, située au sud-ouest, comprend un couloir orienté au sud-est mais la structure est incomplète : il manque de nombreux éléments, la chambre devait être rectangulaire.
Le mobilier découvert en 1891 se composait de plusieurs haches polies, dont deux en jadéite, de nombreuses perles en callaïs (formant un collier de 18 cm), une lame en silex du Grand-Pressigny (275 mm), des fusaïoles et de nombreux tessons de céramique qui ont permis de reconstituer deux vases apodes datés du Néolithique moyen. Une partie du matériel archéologique est conservée au Musée d'Archéologie nationale.

## «Double» cercle de pierres

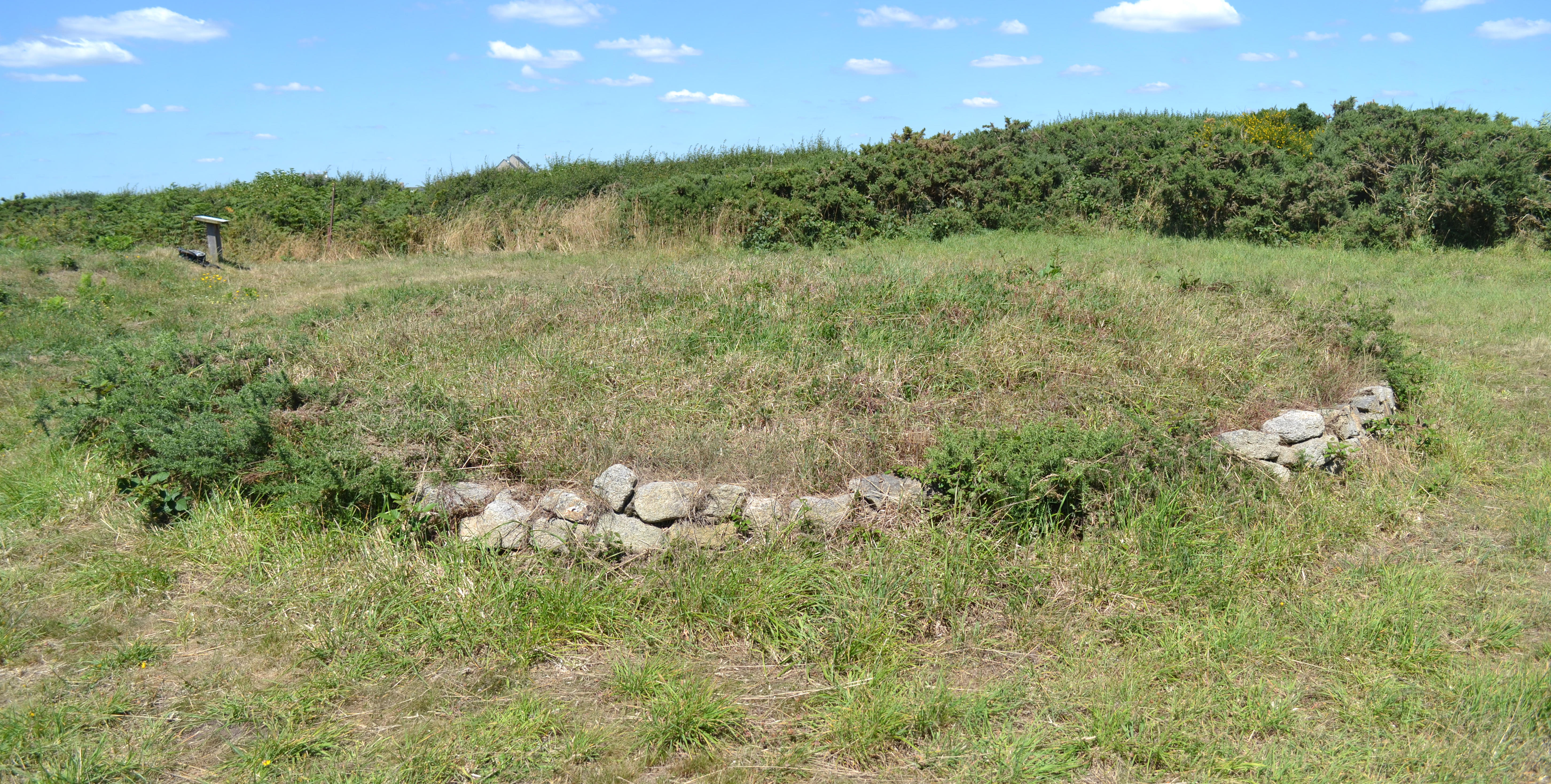
Cercle de pierre.

Au sud-est du Tuchenn Pol, il existait selon Le Pontois deux cercles concentriques, de respectivement 8 m et 12 m de diamètre,  constitués de petites pierres posées sur chant,  et comportant une sorte d'entrée à l'est. Sur une photographie prise par Le Pontois, le monument ne semble pas dépasser 1 m de hauteur avant fouille. En 2004, une nouvelle fouille a permis de mieux comprendre l'architecture du monument qui n'a été conservé que sur moins de 0,45 m de hauteur. Le tertre initial, correspondant au premier cercle interne de Le Pontois, est délimité par un mur de parement circulaire (8,20 m de diamètre), conservé sur trois assises mais partiellement détruit dans son quart ouest, constitué de blocs de pierre de taille moyenne (entre 0,25 m et 0,50 m de long) dont les côtés ont été régularisés pour les assembler et dont la face extérieure a été bouchardée. Le tertre comporte au centre une fosse (2,80 m sur 1,20 m) orientée nord-ouest/sud-est qui pourrait correspondre à une excavation pratiquée par Le Pontois ou, par comparaison avec le tumulus du Rocher, à une sépulture déformée par la fouille de Le Pontois. L'existence d'un second mur de parement, identifié par Le Pontois, n'a pas été démontrée. Par comparaison avec d'autres tertres d'architecture similaire, le monument pourrait dater du premier âge du fer.

## Tuchenn Hroëk
Le Tuchenn Hroëk (« butte de la bonne femme »), désormais détruit, était de forme rectangulaire (40 m de long pour 20 m de large). Il était orienté nord-est/sud-ouest. Il n'a été exploré que dans sa partie orientale où fut dégagé un coffre.

## Tuchenn Gouc'h
Le Tuchenn er Gouc'h (« butte du bonhomme ») est de forme ovale  (34 m de long pour 12 m au plus large). Il est orienté nord-est/sud-ouest. Sur le relevé de Le Pontois  figure une galerie orientée selon le grand axe du tertre, délimitée par un mélange de dalles mégalithiques et de murets en pierres sèches. Elle comporte un compartimentage interne et, à mi-longueur, un couloir d'accès orienté au sud/sud-est.  Un petit coffre, où fut découvert un mobilier campaniforme, aménagé dans la galerie, pourrait correspondre à une réutilisation ultérieure. Le matériel archéologique découvert correspond au Néolithique final et à l'Âge du bronze.